# 天誅 紅
《天誅 紅》是動作冒險潛行類遊戲天誅系列的外傳作品。游戏由K2開發，FromSoftware於2004年8月5日在台灣PlayStation 2平臺發行，2004年7月22日在日本發行，北美和歐洲由世嘉於2005年發行。故事時間設定在《天誅》與《天誅3》之間。玩家角色為新登場的女殺手凜以及彩女，系列主角力丸並沒有出現在此作。故事的情節是以凜為中心。
2010年1月28日，遊戲於PlayStation Portable上推出了移植版《忍者活劇 天誅 紅 Portable》，主要差異點在畫面比例變更為16:9，以及新增一些角色服裝。

## 外部連結
- 天誅 紅官方網頁（日語）
- 忍者活劇 天誅 紅 Portable 天誅 紅官方網頁（日語）